# Dendropithecus
Dendropithecus is een monotypisch geslacht van uitgestorven zoogdieren dat voorkwam in het Vroeg- tot Midden-Mioceen.

## Beschrijving
Dit zestig centimeter lange dier had korte armen en een lange staart.

## Leefwijze
Deze herbivore aap was een bewoner van dichte bossen. Zijn voedsel bestond uit vruchten, bladeren en bloemen.

## Vondsten
Van dit dier werden resten gevonden in Kenia.